# Vlag van Cinque Ports

De vlag van Cinque Ports (Kent en Sussex)

De vlag van steden in de Cinque Port (in Kent en Sussex), in tegenstelling tot de vlag van de autoriteit.

Vlag van de huidige Lord Warden van de Cinque Ports, Admiral Lord Boyce

De vlag van Cinque Ports is een gemeenschapsvlag die de unieke identiteit van deze historische steden in Kent en Sussex uitdraagt. De vlag werd geregistreerd bij het Flag Institute op 3 maart 2017. Het ontwerp was van Philip Tibbetts.
De vlag van Cinque Ports is een van de oudste vlaggen van Engeland en dateert uit de 13e eeuw. Het bestaat uit de voorvoeten van drie gouden leeuwen op rood, elk verbonden met de achtersteven van een gouden schip op blauw. Door de afbeelding van schepen te combineren met de leeuwen van Engeland, symboliseerde het de 'scheepsdienst' die de Cinque Ports aan de Kroon verleenden. Het symboliseerde ook de koninklijke bescherming die deze steden genoten.
Het verwijdert echter de leeuwen van Engeland en gebruikt in plaats daarvan drie volledige gouden schepen op blauw. Dit symboliseert de maritieme tradities en 'scheepsdienst' van de Cinque Ports, maar doet geen afbreuk aan hun koninklijke associaties. Het Permanent Paritair Comité, het bestuursorgaan van de Confederatie, heeft deze aanvraag bij het Flag Institute goedgekeurd.